# Wendell és Vinnie
A Wendell és Vinnie (eredeti cím: Wendell & Vinnie) egy amerikai televíziós sorozat.

## Szereplők
- Jerry Trainor, mint Vinnie Basset (Korábbi híres szerepei: Drake és Josh, iCarly) (Wilma öccse)
- Buddy Handleson, mint Wendell Basset (Korábbi szerepe híres szerepe: Indul a risza!) (Vinnie és Wilma unokatestvére)
- Angelique Terrazas, mint Lacy (Wendell legjobb barátyja)
- Nicole Sullivan, mint Wilma Basset (Vinnie nővére)

## Más országokban
| Ország                        | Csatorna                      | Bemutató                          |
| ----------------------------- | ----------------------------- | --------------------------------- |
| Amerikai Egyesült Államok     | Nickelodeon                   | 2013. február 16.                 |
| Egyesült Királyság · Írország | Nickelodeon                   | 2013. június 10.                  |
| Kanada                        | YTV                           | 2013. augusztus 12.               |
| Ausztrália                    | Nickelodeon                   | 2013. szeptember 3.               |
| Brazília                      | Nickelodeon Rede Bandeirantes | 2013. december 9. 2015. január 3. |
| Oroszország                   | Nickelodeon                   | 2013.                             |
| Hollandia Belgium             | Nickelodeon                   | 2013. október 14.                 |
| Dél-afrikai Köztársaság       | Nickelodeon                   | 2014. január 26.                  |
| Németország                   | Nickelodeon                   | 2014. október 4.                  |
| Horvátország                  | Comedy Central Extra          | 2013.                             |

## Epizódok

### Évados áttekintés
| Évad | Évad | Epizódok | Eredeti sugárzás  | Eredeti sugárzás      | Magyar sugárzás | Magyar sugárzás |
| Évad | Évad | Epizódok | Évadpremier       | Évadfinálé            | Évadpremier     | Évadfinálé      |
| ---- | ---- | -------- | ----------------- | --------------------- | --------------- | --------------- |
|      | 1    | 20       | 2013. február 16. | 2013-. szeptember 22. |                 |                 |

### Első évad
| Sorszám | Hivatalos epizódcím                   | Hivatalos premier    | Írta                             | Rendezte               | Hivatalos magyar cím | Hivatalos magyar premier |
| ------- | ------------------------------------- | -------------------- | -------------------------------- | ---------------------- | -------------------- | ------------------------ |
| 1.      | Wendell & Vinnie                      | 2013. február 16.    | Jay Kogen                        | John Fortenberry       |                      |                          |
| 2.      | Rule Breakers & Date Makers           | 2013. február 23.    | Matt Flekcenstein                | Adam Weissman          |                      |                          |
| 3.      | Mock Law & Order                      | 2013. március 2.     | Steven James Meyer               | John Fortenberry       |                      |                          |
| 4.      | Abra & Cadabra                        | 2013. március 9.     | Andrew Hill Newman               | Victor Gonzalez        |                      |                          |
| 5.      | Valentine's & the Cultural Experience | 2013. március 16.    | Steve Skrovan                    | Rob Schiller           |                      |                          |
| 6.      | Big Dogs & Bicycles                   | 2013. március 30.    | Steve Skrovan                    | Leonard R. Garner, Jr. |                      |                          |
| 7.      | Wendell & The Sleepover               | 2013. április 6.     | Susan Beavers                    | Rob Schiller           |                      |                          |
| 8.      | Baseball & Bad Dates                  | 2013. május 2.       | Harry Hannigan                   | Jon Rosenbaum          |                      |                          |
| 9.      | Fathers Of Fathers & Sons             | 2013. május 9.       | Susan Beavers                    | Victor Gonzalez        |                      |                          |
| 10.     | Pick Ups & Drop Offs                  | 2013. május 16.      | Harry Hannigan                   | Rob Schiller           |                      |                          |
| 11.     | The Dutch & Us                        | 2013. május 23.      | Elliott Owen                     | Victor Gonzalez        |                      |                          |
| 12.     | Sick & Tired                          | 2013. május 30.      | Matt Fleckenstein                | Rob Schiller           |                      |                          |
| 13.     | Lost & Found                          | 2013. június 6.      | Allan Rice                       | Jay Kogen              |                      |                          |
| 14.     | Swindle & Vinnie                      | 2013. június 13.     | Jay Kogen                        | Victor Gonzalez        |                      |                          |
| 15.     | Vinnie & The Toad                     | 2013. augusztus 18.  | Shawn Simmons                    | Rob Schiller           |                      |                          |
| 16.     | First Dances & Last Chances           | 2013. augusztus 25.  | Laurie Parres                    | Leonard R. Garner, Jr. |                      |                          |
| 17.     | Of Mothers & Gardens                  | 2013. szeptember 1.  | Max Burnett                      | Adam Weissman          |                      |                          |
| 18.     | Smart Girls & Dumb Guys               | 2013. szeptember 8.  | Chuck Hayward                    | Rob Schiller           |                      |                          |
| 19.     | Wendell's & Vinnie's                  | 2013. szeptember 15. | Shawn Simmons                    | Victor Gonzalez        |                      |                          |
| 20.     | First Dances & Last Chances           | 2013. szeptember 22. | Max Burnett & Andrew Hill Newman | Rob Schiller           |                      |                          |